# Тростянка (река, впадает в Балтийское море)
Тростянка — река в Калининградской области России, впадает в Куршский залив, протекает по территории Зеленоградского муниципального округа. Длина реки составляет 17 км. Площадь водосборного бассейна — 123 км².

## Данные водного реестра
По данным государственного водного реестра России относится к Балтийскому бассейновому округу, водохозяйственный участок реки — реки бассейна Балтийского моря в Калининградской области без рек Неман и Преголя. Относится к речному бассейну реки Неман и рекам бассейна Балтийского моря (российская часть в Калининградской области).
Код объекта в государственном водном реестре — 01010000312104300010694.